# Cantó de Stenay
El cantó de Stenay és un cantó francès del departament del Mosa, situat al districte de Verdun. Té 19 municipis i el cap n'és Stenay.

## Municipis
- Autréville-Saint-Lambert
- Baâlon
- Beauclair
- Beaufort-en-Argonne
- Brouennes
- Cesse
- Halles-sous-les-Côtes
- Inor
- Lamouilly
- Laneuville-sur-Meuse
- Luzy-Saint-Martin
- Martincourt-sur-Meuse
- Moulins-Saint-Hubert
- Mouzay
- Nepvant
- Olizy-sur-Chiers
- Pouilly-sur-Meuse
- Stenay
- Wiseppe

## Història
| Data d'elecció                           | Identitat        | Partit        | Qualitat |
| ---------------------------------------- | ---------------- | ------------- | -------- |
| 1945-1986                                | André Madoux     | Divers droite |          |
| 1986-2009                                | Étienne Demulder | Divers droite |          |
| 2009-                                    | Stéphane Perrin  | Divers droite |          |
| les dades anteriors no són pas conegudes |                  |               |          |
|                                          |                  |               |          |

## Demografia
| A partir de 1990: Població sense dobles comptes |